# ディスカバリー・ネクスト
株式会社ディスカバリー・ネクスト（英: Discovery Next inc.）は、東京都目黒区青葉台にある芸能事務所。株式会社U-NEXT HOLDINGSの完全子会社。

## 概要
旧商号は「株式会社ディスカバリー・エンターテインメント」。USENグループの子会社であった。2015年5月にディスカバリー・ネクストへ商号変更し、宇野康秀のホールディングカンパニーが100%出資する新会社となる。
同年9月24日、USEN渋谷ビル（渋谷区神泉町9番8号）から同区神宮前へ移転。2021年12月6日、目黒区青葉台へ移転。
主な業務はタレント、モデル、シンガーソングライター、音楽家等のマネジメント業務や楽曲・著作権等の管理運用。
その他にCM・PV等の映像企画・制作、スマホ用アプリ・webコンテンツなどSNSを駆使したプロモーションの制作など、他の企業や芸能事務所との業務提携・共同マネージメントを行う。

## 所属タレント

### 芸能部
- 小畑由香里
- 橋本環奈
- 井手上漠
- 穴井夕子
- 岡村聡
- 花凛
- 藤後夏子
- 虎南有香
- 佐々木依里
- 田口華

### モデル部
- 小畑由香里
- 井手上漠
- 片庭向日葵
- 堀田健斗
- 川崎愛葵
- 春山紬月
- 野元ノア
- 田口華
- 真壁美羽
- ららい
- 細野涼聖
- 藤後夏子
- 虎南有香
- 佐々木依里
- 河野希美子
- 青木直子
- 真寿美
- 荒井さとみ
- 駒形咲希
- 彩乃
- 沢辺きあり
- 白井みほ
- 藤森加奈
- 和倉聡美
- 仲村みすず
- 横山舞
- マキノ優
- ハウン
- ほずみ
- MIO
- ANNA
- なつみ
- 森はづき
- 川口りさ
- 植草沙織
- 藤村未紗
- 山崎春佳
- 植万由香[注 1]
- 阿島ゆめ
- 塚本敦未
- 外崎梨香
- 前野えま[要出典]
- maihee（マイヘー）
- 宇佐美舞
- 髙津真紀
- 川又崇功
- 黒澤胤也
- 歩夢
- 中谷拓斗
- 長谷川斗輝
- まひろ
- 大塚友葵
- 大沢愛莉
- 中尾はな
- 佐藤礼奈
- 淺木ゆう
- 野崎香琳
- 山口りお
- 柴田日向子
- 山下夢加
- 安田空来
- 山岡さくら
- 高山姫奈
- 原夢翔
- 遥規
- 伊藤崇博
- 宮木想
- 柚月茉衣
- 鈴木梨紗子
- 宗綱弟
- 和地蓮二
- 安部伊織
- 清水彩未

### 音楽事業部
- YukaDD(;´∀`)

## 業務提携
- キム・ヒョンジュン（ヘネチアエンターテイメントジャパン合同会社）[4]

## 過去の所属者
- 宮前るい
- 乾曜子（現在Carnival代表取締役社長）
- 土岐田麗子（プラチナムプロダクションに移籍）
- あがたゆうな（グランディア、ウェザーマップに移籍）
- 吉永淳（退社後は阿部純子に改名してアミューズに移籍）[5]
- 三原勇希（2016年5月スターダストプロモーションに移籍）
- 小嶺麗奈
- 加藤ゆり（2016年9月セント・フォースに移籍）
- 仲村星虹
- 池松愛理